# Brazzaville
Brazzaville er hovedstad og største by i Republikken Congo. Byen ligger på den nordlige bred af Congofloden lige over for Kinshasa, hovedstaden i Demokratiske Republik Congo. Den har 2.145.783(2023) indbyggere.
Byen blev grundlagt af en italiensk opdagelsesrejsende Pierre Savorgnan de Brazza i 1880 på det sted hvor landsbyen Ntamo lå. Byen er opkaldt efter ham.

## Områder
Brazzaville er opdelt i ni arrondissements:
1. Makélékélé
2. Bacongo
3. Poto-Poto
4. Moungali
5. Ouenzé
6. Talangaï
7. Mfilou
8. Madibou
9. Djiri